# If you wish...
『if you wish...』（イフ・ユー・ウィッシュ）は宇都宮隆が1997年7月2日にリリースした6thシングル。

## 解説
松竹映画『エルマーの冒険』の主題歌として使われた。
5thシングルの『discovery』につづいて、本作も小室哲哉によるプロデュース。作詞はglobeのメンバーであるマーク・パンサーが担当したが、初めて宇都宮に歌詞が送られた際はクレジットが無かったので宇都宮は「最初は小室の詞かと思った。それ位タッチが結構似ている」と話している。前作同様、オリジナルアルバムには未収録。
歌詞は「少しの勇気を持って頑張れば、夢は叶うんじゃないか?」というテーマの元に書かれ、物語のキーワードとして本作のタイトルが挙げられた。宇都宮はその雰囲気だけ把握して、それ以上は何の予測もイメージもせず、ぶっつけ本番で挑んだ。この行為に対して宇都宮は「『歌詞が入ったらメロディが様変わりするから、歌入れはほとんど僕の勝手な解釈で臨んでいる』体制がTMの頃から長年やっていたからこそできたことであり、普通じゃ無理」と語っている。
アムバム『エルマーの冒険　オリジナル・サウンドトラック（SRCL3963）』には、「If you wish...(mix for movie film)」バージョンが収録されている。
録音順は、先にエンドロールで流される「If you wish...(mix for movie film)」のボーカルを録った。ライブツアー「Takashi Utsunomiya Tour '97 E.A.GRANDSTAND」開催中の空いていた1日だけを使って、喉と体調のことだけを考えながらレコーディングが行われたので、宇都宮は「ライブ・デモテープ制作の時の、語尾が崩れる程の乱暴な勢いが反映された」とのこと。
その1週間後にシングルCD用のボーカルを録った。スケジュールに余裕があったので、全て録り直した。宇都宮は「ちょっと抑えて歌っている。リズムの録り方も少し変えている」とのこと。その他にもパーカッションの音が強く押し出されている。
ミキシングはエンドロール版はロサンゼルスで行われ、シングルCD版はロンドンで行われた。
小室作品では珍しく、サビ以外は全体的にキーが低く淡々としているけど、歌の力の入れ方に微妙な力加減が必要な構成で歌うのに苦労した。宇都宮は「難しい歌です。小室が僕に書くものはどうしてもそういう歌になってしまうんでしょうね。カラオケで歌うような感じじゃない」と評し、木根尚登は「俺には歌えない」と引かれた。
カップリング曲の「if you wish... (Intensive Remix)」は制作にあたって、アダルトな雰囲気を志向した。

## 収録曲
| 全作詞: MARC、全作曲: 小室哲哉。 |                                      |           |            |                                |      |
| #                                | タイトル                             | 作詞      | 作曲・編曲 | 編曲                           | 時間 |
| 1.                               | 「if you wish...」                   | MARC      | 小室哲哉   | 小室哲哉、Mixed by Dave Ford   | 6:00 |
| 2.                               | 「if you wish... (Intensive Remix)」 | MARC      | 小室哲哉   | 小室哲哉、Remixed by Dave Ford | 6:58 |
| 3.                               | 「if you wish... (Instruemntal) 」   | MARC      | 小室哲哉   | 小室哲哉、Mixed by Dave Ford   | 5:57 |
| 合計時間:                        | 合計時間:                            | 合計時間: | 18:55      |                                |      |

## 収録アルバム
- TAKASHI UTSUNOMIYA THE BEST FILES (#1)
- TAKASHI UTSUNOMIYA ORIGINAL SINGLES 1992-2003 (#1,#2)